# 秋乃茉莉
秋乃 茉莉（7月7日—）。日本漫畫家。血型A型。東京都三鷹市出身。現在住在横滨市。
血型A型。代表作是《恐怖寵物店》。

## 作品列表
主婦與生活社
- 靈感商法公司、全15冊、原名

身為靈工作者的常磐矩成，和由法老王轉生的黑貓費姆特，這對最佳拍檔在人世之中，向著奇異事件聚集之處而去。
朝日新聞出版
- 恐怖寵物店、原名

- 第二部《新恐怖寵物店》、全12冊

秋田書店
- 《幻獸星座》系列
  1. 幻獸星座、全14冊、原名
  2. 幻獸星座～龍王傳、全1冊(未有中文版)、原名
  3. 幻獸星座～達拉夏爾篇、全3冊(中文版1冊待續)、原名
  4. 幻獸星座～星獸篇、1冊待續(未有中文版)、原名
- 新·假面偵探、1冊待續、原名
- 晴空雷神、全3冊、原名《晴れ、ときどき雷神》
- 七彩烏鴉、全3冊、原名《カラフル・クロウ》

学研研究社
- 暗夜過客、2冊、原名

宙出版
- 闇夜幻想曲、全2冊、原名

角川書店
- 天真公主萬事靈、全3冊、原名
- 橫濱異邦人、全2冊、原名

- 賢者之石、12冊待續、原名
- 怪盜亞歷珊卓、全8冊

19世紀末，橫行巴黎的怪盜與警察之間鬥智的故事。家庭教師珍妮，警長安利，高級妓女露姬。在現身於19世紀末的巴黎的神秘怪盜牽引之下，本該是毫無交集的三個人的命運開始緊密相連，陷入了混亂──
- 傀儡華遊戲 ~ 中國木偶奇譚 ~ 、全5冊、原名

- 倚天之翼、全2冊、原名

琅焰皇子，雖然被軟禁在王都的東苑，但他每天依然努力地磨練自己的劍術。在偶然的情況下，他漸漸喜歡上翠鈴。這個時候，皇帝要他迎娶公主……
- 月明星稀、全1冊、原名

- 千尋之花、全2冊、原名
- 華佗風來傳、全2冊、原名
- 冥黑的奏音、原名

- 全1冊、原名

## 外部連結
- （日語）http://talent.yahoo.co.jp/pf/detail/pp249412 （页面存档备份，存于）
- inauthor:秋乃茉莉 - 搜索 Google 圖書